# Kapitánská zkouška
Kapitánská zkouška (KZ) je česká interní skautská kvalifikace, která dává oprávnění k samostatnému zabezpečení a vedení vodáckých nebo jachetních akcí, k provádění výcviku na vodě a k vedení oddílu vodních skautů. Absolvent kapitánské zkoušky má právo nosit na kroji příslušné označení. Uchazeči musí být alespoň 18 let.
Obsahy kapitánské zkoušky je metodika a plánování vodáckého tábora nebo výpravy, sebezáchrana, pravidla plavby, ovládání pramice, kanoe, posouzení vlivu vody na člověka, historie vodního skautingu, plachtění. Kapitánská zkouška Junáka je akreditována u českého ministerstva školství jako kvalifikace postačující k samostatnému zabezpečení a vedení vodáckých akcí a táborů.
Kapitánskou zkoušku lze získat na Kapitánské lesní škole vodních skautů (KLŠVS), kapitánském kurzu nebo individuální formou. Lesní škola vodních skautů se koná v sudých letech a kapitánský kurz v lichých. Kapitánskou zkoušku si mohou udělat i skauti, kteří nemají hlavní naplň svojí činnosti na vodě.